# Elliot S. Maggin
Elliot S. Maggin, auch Elliot S! Maggin (* 1950) ist ein US-amerikanischer Schriftsteller, Comicautor und Politiker (Demokratische Partei).

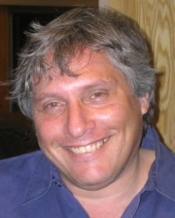
Elliot S. Maggin

## Leben
Maggin begann bereits als Teenager, sich schriftstellerisch zu betätigen. Als Jugendlicher gelang es ihm erste selbstverfasste Erzählungen, namentlich Abenteuergeschichten über den Burenkrieg, an eine Jungenzeitschrift zu verkaufen. Nach dem Besuch der Brandeis Universität erhielt mit Anfang Zwanzig eine Anstellung als hauptberuflicher Autor bei dem Verlag DC-Comics. Dort war man durch das Skript What Can One Man Do?, ein gesellschaftsutopisches Planspiel, das auf der Überarbeitung einer universitären Seminararbeit Maggins beruhte, auf ihn aufmerksam wurde: Nachdem What Can One Man Do? eine Zeit lang in den Büros des Verlages kursiert hatte, und von verschiedenen Verlagsangehörigen mit Wohlwollen zur Kenntnis genommen worden war, fand sich der Künstler Neal Adams bereit, es testhalber als gezeichneten Comic umzusetzen. Von dem Ergebnis angetan, bot DCs Chefredakteur Julius Schwartz Maggin daraufhin eine Stelle als fester freier Mitarbeiter an.
Nachdem Maggin so sein Studium der Journalistik an der Columbia University finanziert hatte, begann er hauptberuflich als Comicautor zu arbeiten. Maggins einflussreichste Arbeit auf diesem Gebiet war zweifelsohne die langjährige Tätigkeit als Hauptautor der diversen von DC veröffentlichten Serien über die Abenteuer des Science-Fiction-Helden Superman in den Jahren 1971 und 1986. In diesem Zusammenhang fungierte Maggin – zusammen mit Cary Bates – auch als Berater von Mario Puzo, als dieser das Drehbuch für den 1978 erschienenen ersten Superman-Kinofilm von Richard Donner verfasste.
Eine weitere Comicserie für die Maggin Geschichten beisteuerte war die Serie Green Arrow, um einen abenteuerlustigen Meisterbogenschützen. Ferner betätigte er sich als Roman-Autor: so schrieb er zwei Romane über Superman (Last Son of Krypton und Miracle Monday) sowie die Romane Generation X und Kingdom Come. Hinzu kamen Fernsehspiele und Zeitschriftenartikel.
In den 1980er-Jahren begann Maggin Pferde zu züchten. Außerdem schrieb er Geschichten für Atari-Videospiele und Lehraufträge an Highschools und Colleges wahrzunehmen. Für DC war er zu dieser Zeit als Editor tätig.
Nachdem Maggin sich 1984 erstmals – vergeblich – um ein öffentliches Amt – als Kongressabgeordneter für New Hampshire – bemüht hatte, kündigte er im Mai 2007 an, 2008 als demokratischer Kandidat für den 24. Wahlbezirk des Staates Kalifornien für den Kongress zu kandidieren. Er zog die Kandidatur später wieder zurück, ein Schritt, den er mit fehlenden Finanzmitteln für den teuren Wahlkampf begründete.